# Gulliver Get 1 〜彩〜
『Gulliver Get 1 〜彩〜』（ガリバー・ゲット・ファースト いろどり）はGulliver Getの1枚目のアルバム。

## 内容
記念すべき1枚目のメジャー・アルバム。冒頭の「アヒル（仮）」は仮タイトルではなく正式タイトルである。ピースのボサノヴァ・バージョンも収録。アヤヲは本作を「自主制作からインディーズ時代にライブで演奏していた曲をつめ込みました。1枚目にしてベストアルバムのような1枚になっています」とのこと。

## 批評
CDジャーナルは「70年代ファンクをベーシックにしながらも、フィリー風のソウル・バラードまで音楽的レンジの広いスタイルが魅力。アヤヲのハスキーなボーカルはなかなかの掘り出しもの」と評した。

## 収録曲
1. アヒル（仮）
作詞：アヤヲ　作曲：阪口裕一　編曲：Gulliver Get
2. 両手でも足りない
作詞：アヤヲ　作曲：阪口裕一　編曲：Gulliver Get
3. 「じゃあね」
作詞：アヤヲ　作曲：アヤヲ・山本隆　編曲：Gulliver Get
4. 街
作詞：アヤヲ　作曲：阪口裕一　編曲：Gulliver Get
5. ピース
作詞：アヤヲ　作曲：山本隆　編曲：Gulliver Get
6. 明日の扉
作詞：アヤヲ・山田洋一　作曲：山田洋一　編曲：Gulliver Get
7. 三日月
作詞：アヤヲ　作曲：阪口裕一　編曲：Gulliver Get
8. ベイリーズ
作詞：アヤヲ　作曲：山本隆　編曲：Gulliver Get
9. 僕のすべて
作詞：アヤヲ　作曲：山本隆　編曲：Gulliver Get
10. 紅い月 〜あの人に愛されますように〜
作詞：アヤヲ　作曲：阪口裕一　編曲：Gulliver Get
11. Beating
作詞：アヤヲ　作曲：阪口裕一　編曲：Gulliver Get
12. Prayer
作詞：アヤヲ　作曲：阪口裕一　編曲：Gulliver Get
13. あいのことば
作詞：アヤヲ　作曲：アヤヲ・山本隆　編曲：Gulliver Get
14. ピース(Bossa)
作詞：アヤヲ　作曲：山本隆　編曲：Gulliver Get

## 参加ミュージシャン
- 名倉学 - キーボード
- Rosa Strings Quartet - ストリングスセクション